# هنري مورتون روبنسون
هنري مورتون روبنسون (بالإنجليزية: Henry Morton Robinson)‏ (7 سبتمبر 1898، بوسطن في الولايات المتحدة - 13 يناير 1961، نيويورك في الولايات المتحدة)؛ كاتب وروائي أمريكي.

## روابط خارجية
- هنري مورتون روبنسون على موقع مونزينجر (الألمانية)
- هنري مورتون روبنسون على موقع ميوزك برينز (الإنجليزية)